# Государственный кредитный билет
Государственный кредитный билет — это официальный, как правило, бумажный денежный знак, выпущенный эмиссионным банком и обеспечиваемый золотом, государственными ценными бумагами и другими активами банка, используемый для замены действительных денег в качестве средства обращения и платежа.

## Государственные кредитные билеты 1843 года
Государственные кредитные билеты были выпущены на основании Высочайшего манифеста от 1 июня 1843 года (№ 16903) по сенатским указам:
1. От 21 сентября 1843 года (№ 17138)[3] — билеты 25, 10, 5 и 3 рубля;
2. От 2 октября 1843 года (№ 17199)[3] — билет 1 рубль;
3. От 23 февраля 1844 года (№ 17658)[4] — билет 50 рублей;
4. От 4 октября 1844 года (№ 18276)[4] — билет 100 рублей.

## Государственные кредитные билеты 1866 года
Сенатским указом от 13 февраля 1868 года (№ 45493) было объявлено о прекращении выпуска кредитных билетов образца 1843 года и о введении в обращение новых билетов образца 1866 года по мере их готовности. Указом от 11 марта 1868 года (№ 45597) объявлялось о начале обмена билетов старого образца на новые билеты номиналом 25 рублей с 15 марта 1868 года (образец Высочайше утвержден 11.9. 1863 года). Обмен остальных номиналов 1, 3, 5, 10, 50 и 100 рублей был объявлен начиная с 15 марта 1869 года.

## Государственные кредитные билеты 1892—1895 годов
- Государственный кредитный билет 1 рубль
- Государственный кредитный билет 3 рубля
- Государственный кредитный билет 5 рублей
- Государственный кредитный билет 10 рублей
- Государственный кредитный билет 25 рублей
- Государственный кредитный билет 50 рублей
- Государственный кредитный билет 100 рублей

## Государственные кредитные билеты 1898—1899 годов
Завершением денежной реформы 1895—1897 годов явился выпуск государственных кредитных билетов нового образца. Согласно Высочайшему указу от 14 ноября 1897 года (№ 14633) на вновь изготавливаемых кредитных билетах помещалась следующая надпись: «Государственный банк разменивает кредитные билеты на золотую монету без ограничения суммы (1 руб.=1/15 империала, содержит 17,424 долей чистого золота)» Так же на кредитных билетах вместо текста «извлечения из Высочайшего манифеста о кредитных билетах» на оборотной их стороне стали помещать 3 параграфа из этого указа о правилах их обращения.
В 1898 году были выпущены государственные кредитные билеты нового образца номиналами 1, 3, 5, 10, 100, 500 рублей.
- Государственный кредитный билет 1 рубль 1898 года образца 1887 года (выпуск 1898—1915 годов)
- Государственный кредитный билет 3 рубля 1898 года образца 1887 года (выпуск 1898—1905 годов)
- Государственный кредитный билет 5 рублей 1898 года образца 1895 года (выпуск 1898—1909 годов)
- Государственный кредитный билет 10 рублей 1898 года образца 1894 года (выпуск 1898—1909 годов)
- Государственный кредитный билет 25 рублей 1899 года (выпуск 1898—1909 годов)
- Государственный кредитный билет 50 рублей 1899 года (выпуск 1899—1918 годов)
- Государственный кредитный билет 100 рублей 1898 года образца 1896 года (выпуск 1898—1910 годов)
- Государственный кредитный билет 500 рублей 1898 года (выпуск 1898—1912 годов)

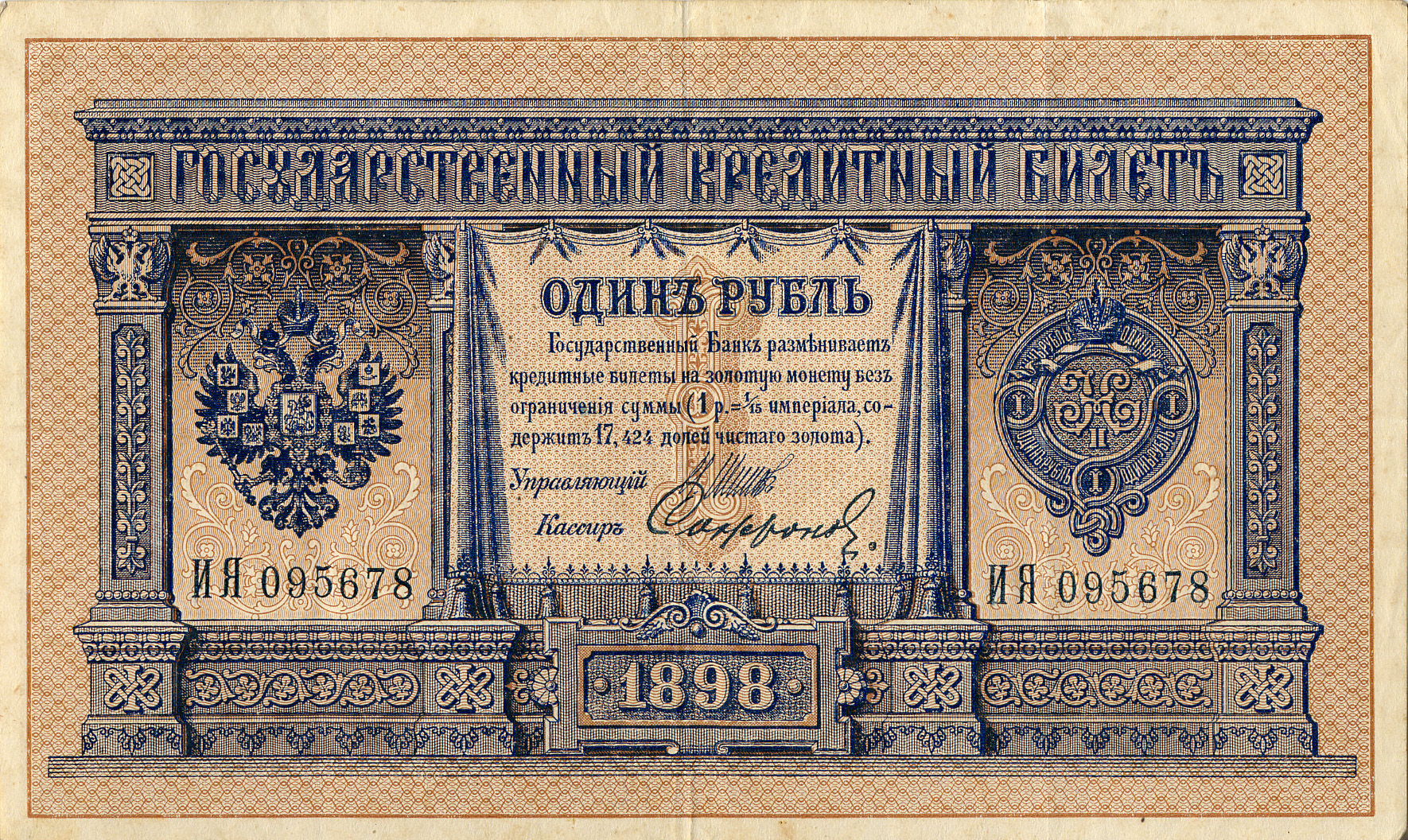
1 рубль образца 1887 года с датой 1898 года (выпуск 1898—1915 годов)
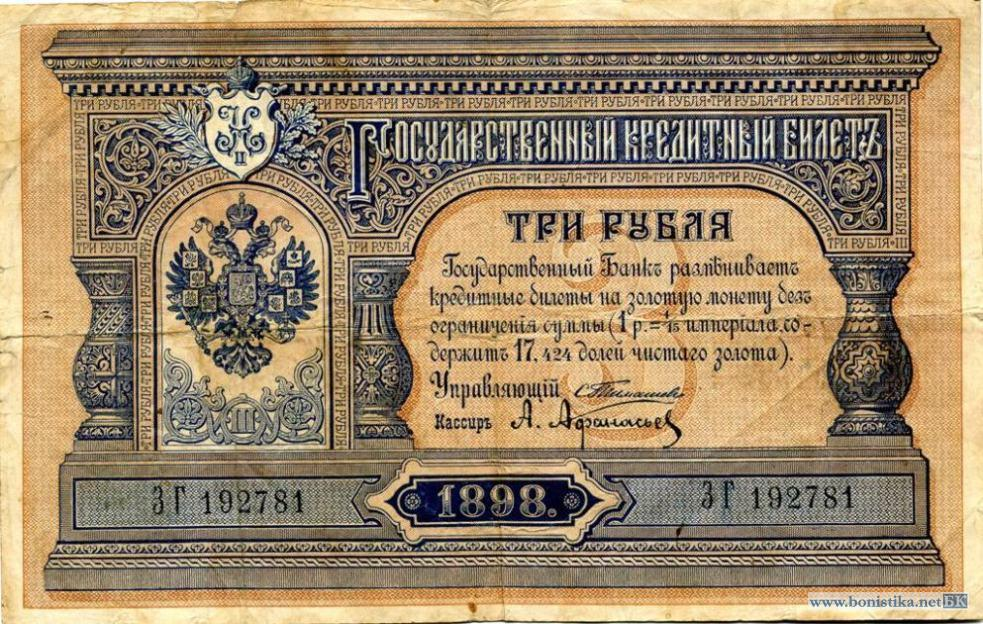
3 рубля образца 1887 года с датой 1898 года (выпуск 1898—1905 годов)
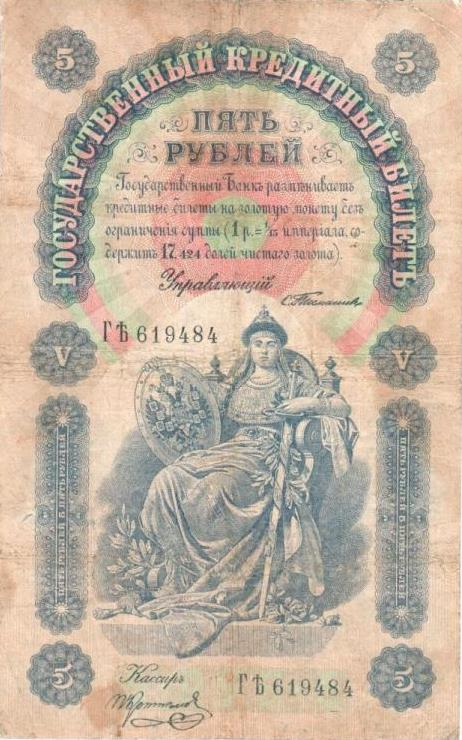
5 рублей образца 1895 года с датой 1898 года (выпуск 1898—1909 годов)
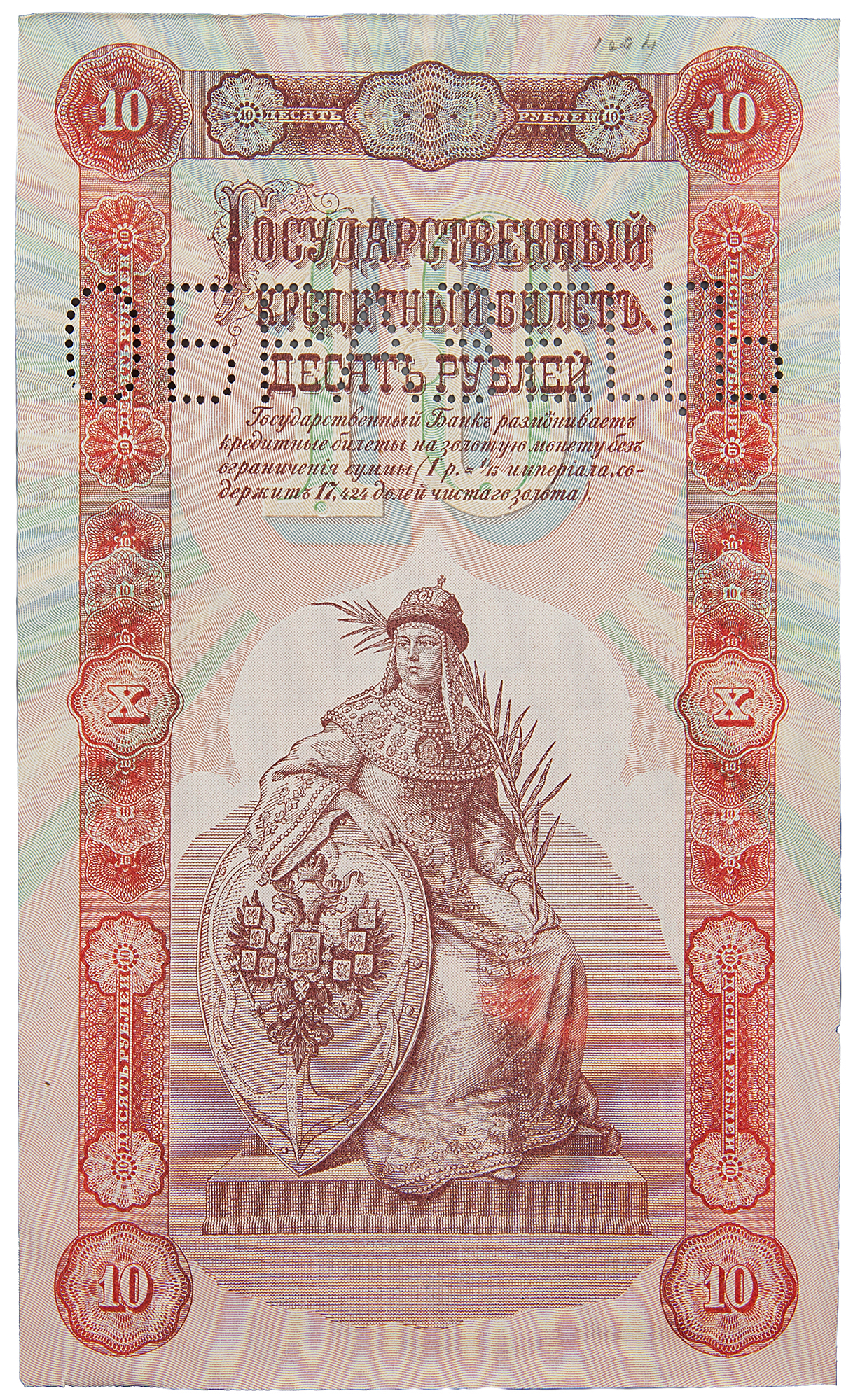
10 рублей образца 1894 года с датой 1898 года (выпуск 1898—1909 годов)
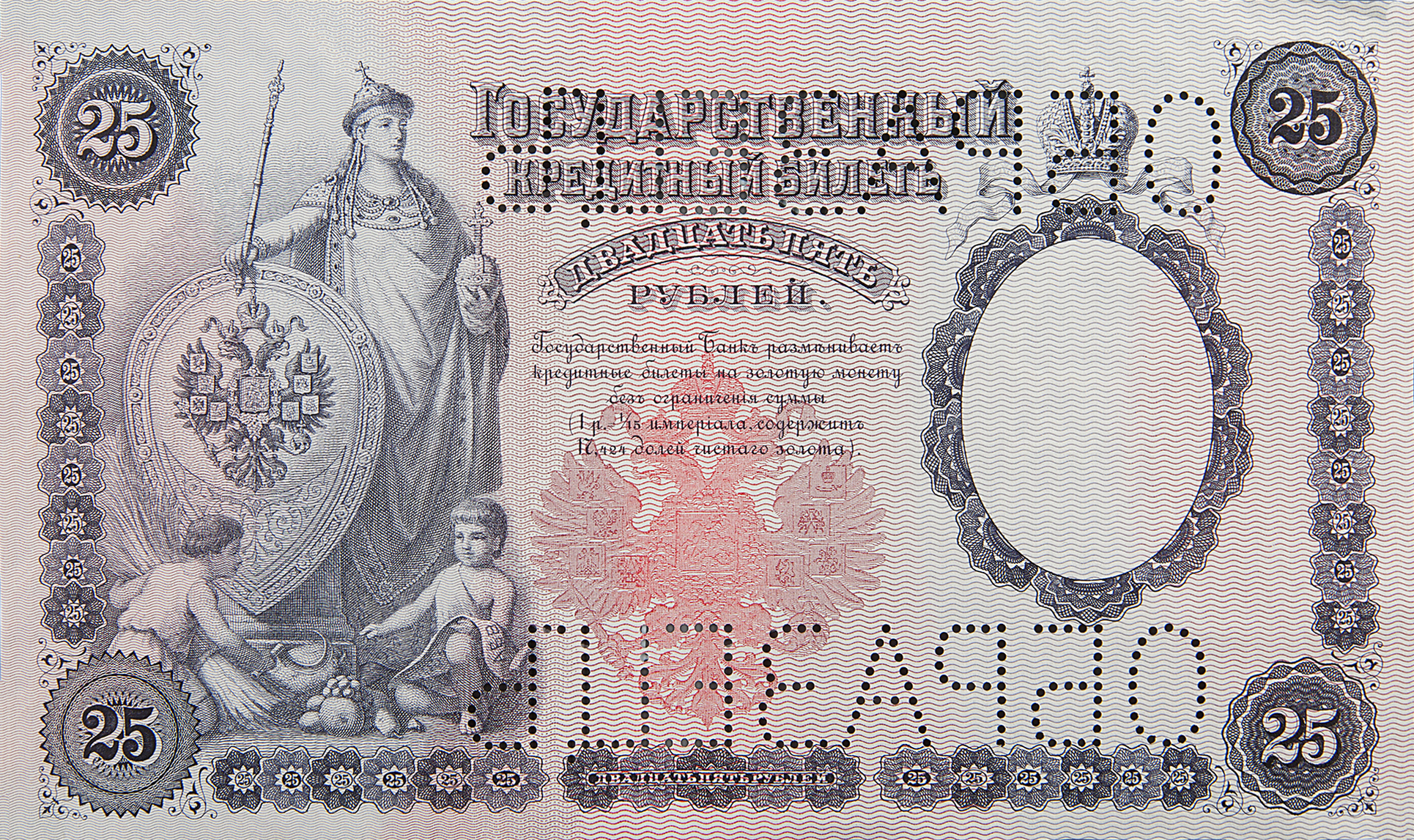
25 рублей 1899 года (выпуск 1898—1909 годов)
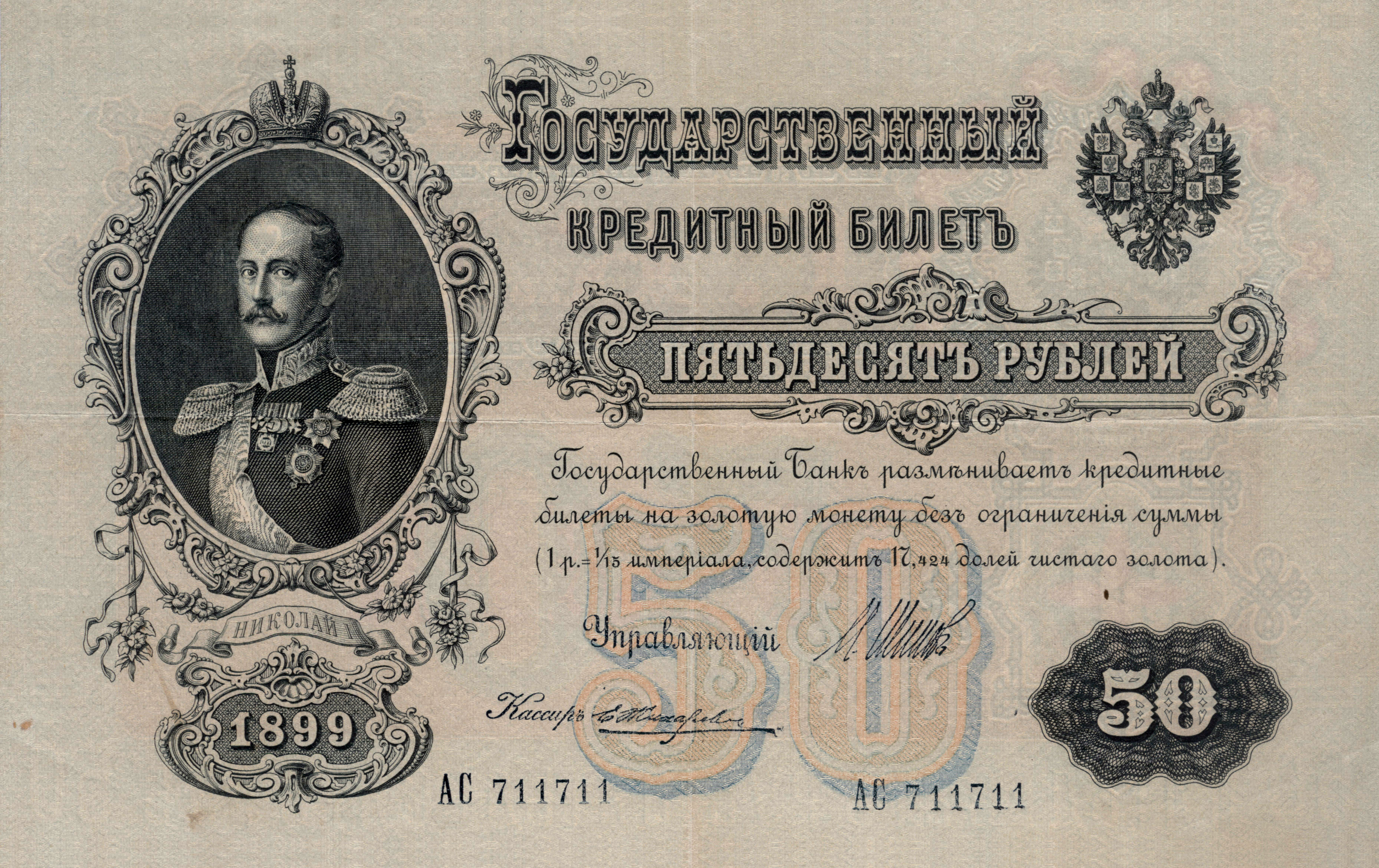
50 рублей 1899 года (выпуск 1898—1918 годов)
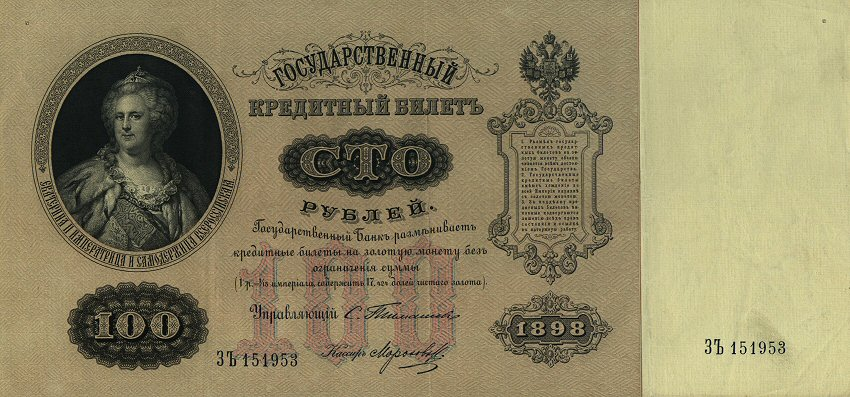
100 рублей образца 1896 года с датой 1898 года (выпуск 1898—1910 годов)
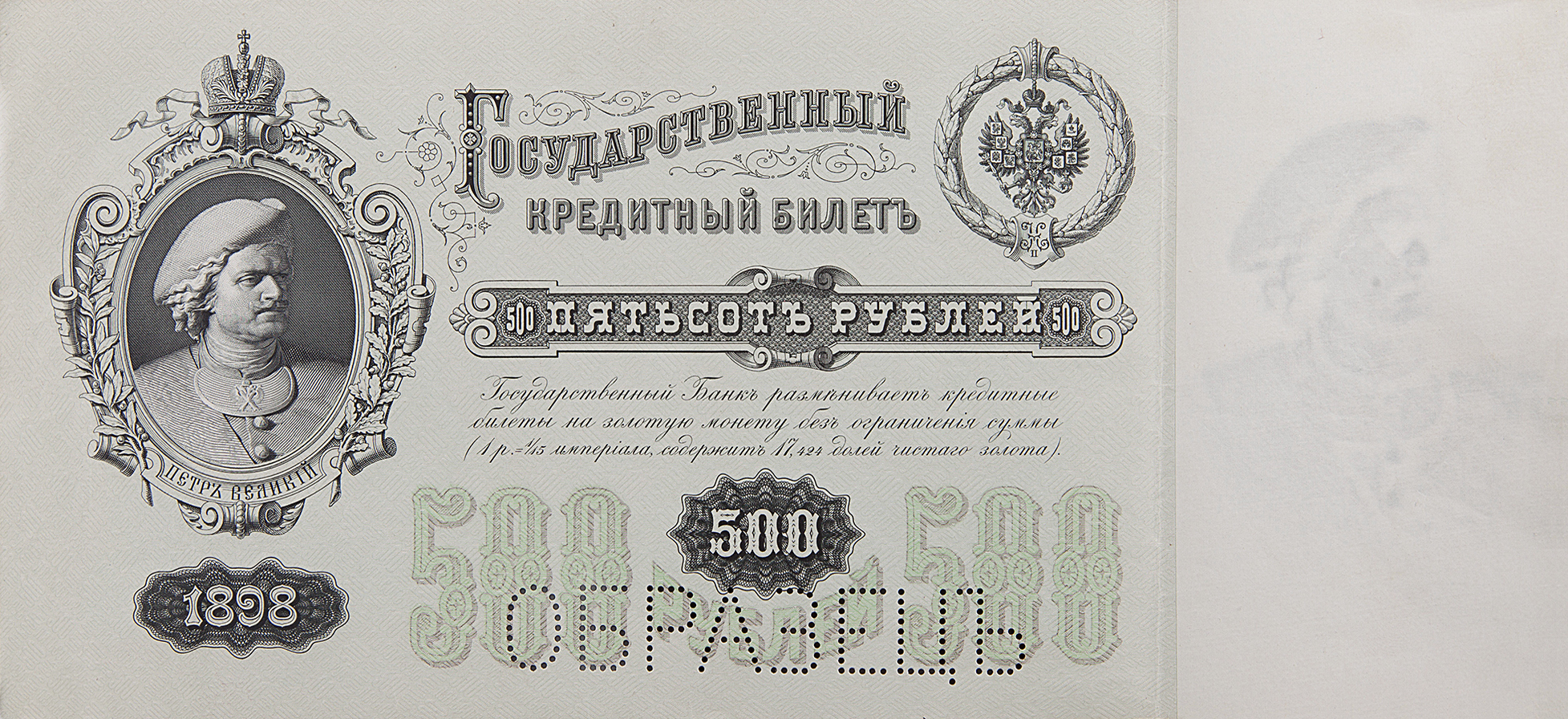
500 рублей 1898 года (выпуск 1898—1912 годов)

## Государственные кредитные билеты образца 1905—1912 годов
Начиная с 1907 года, в связи с усовершенствованием в способах изготовления ценных бумаг, производился постепенный выпуск в обращение новых кредитных билетов 3, 5, 10, 25, 100, 500 рублей.
- Государственный кредитный билет 3 рубля образца 1905 года (выпуск 1905—1918 годов)
- Государственный кредитный билет 5 рублей образца 1909 года (выпуск 1910—1917 годов)
- Государственный кредитный билет 10 рублей образца 1909 года (выпуск 1909—1918 годов)
- Государственный кредитный билет 25 рублей образца 1909 года (выпуск 1909—1918 годов)
- Государственный кредитный билет 100 рублей образца 1910 года (выпуск 1911—1920 годов)
- Государственный кредитный билет 500 рублей образца 1912 года (выпуск 1913—1921 годов)

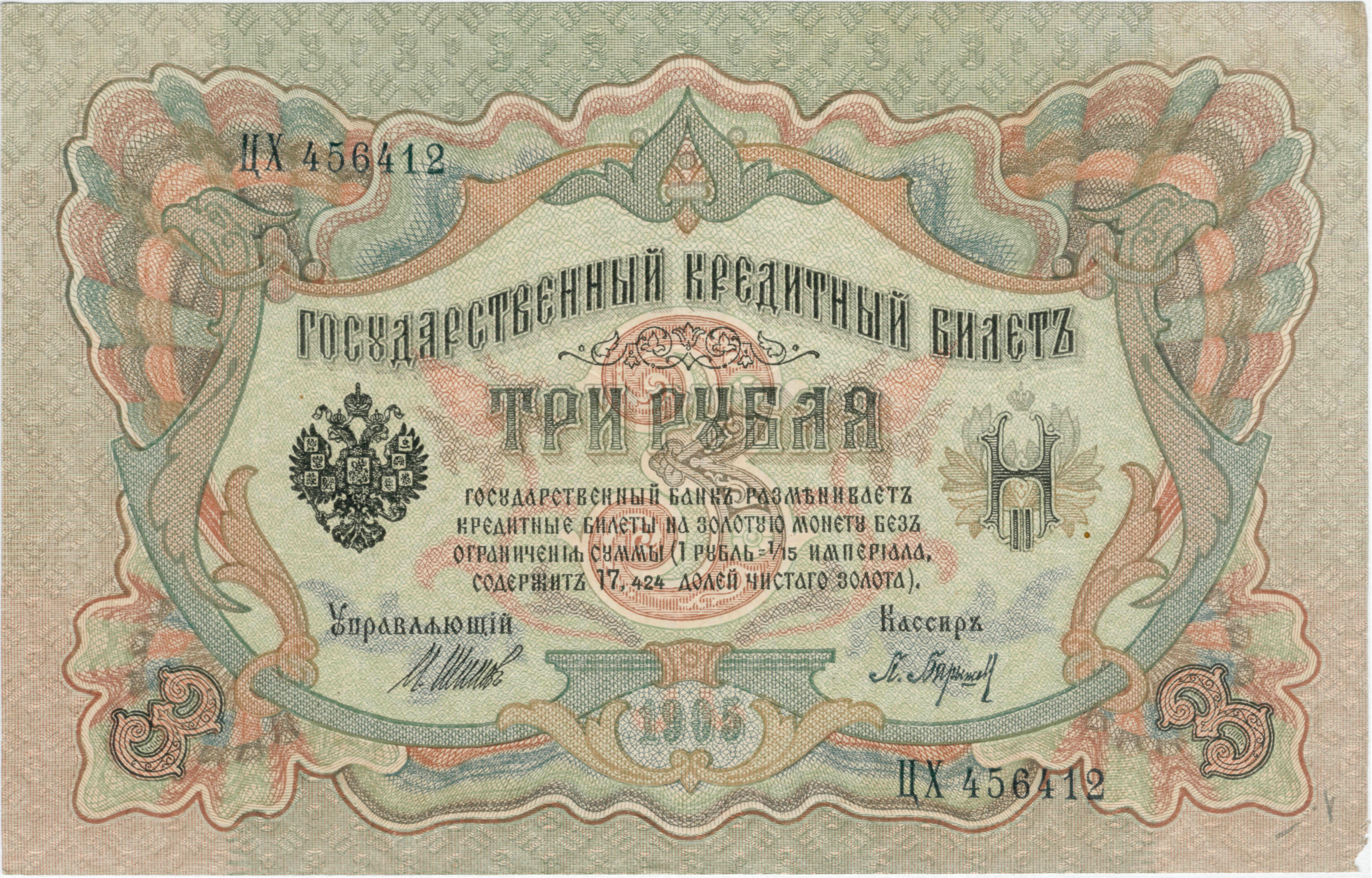
3 рубля 1905 года
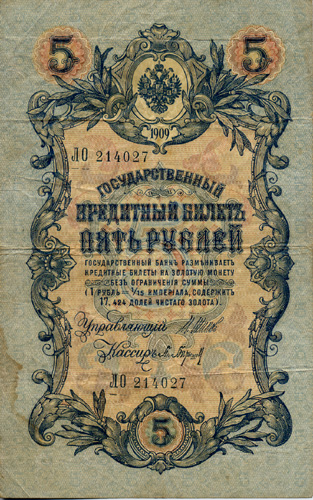
5 рублей 1909 года
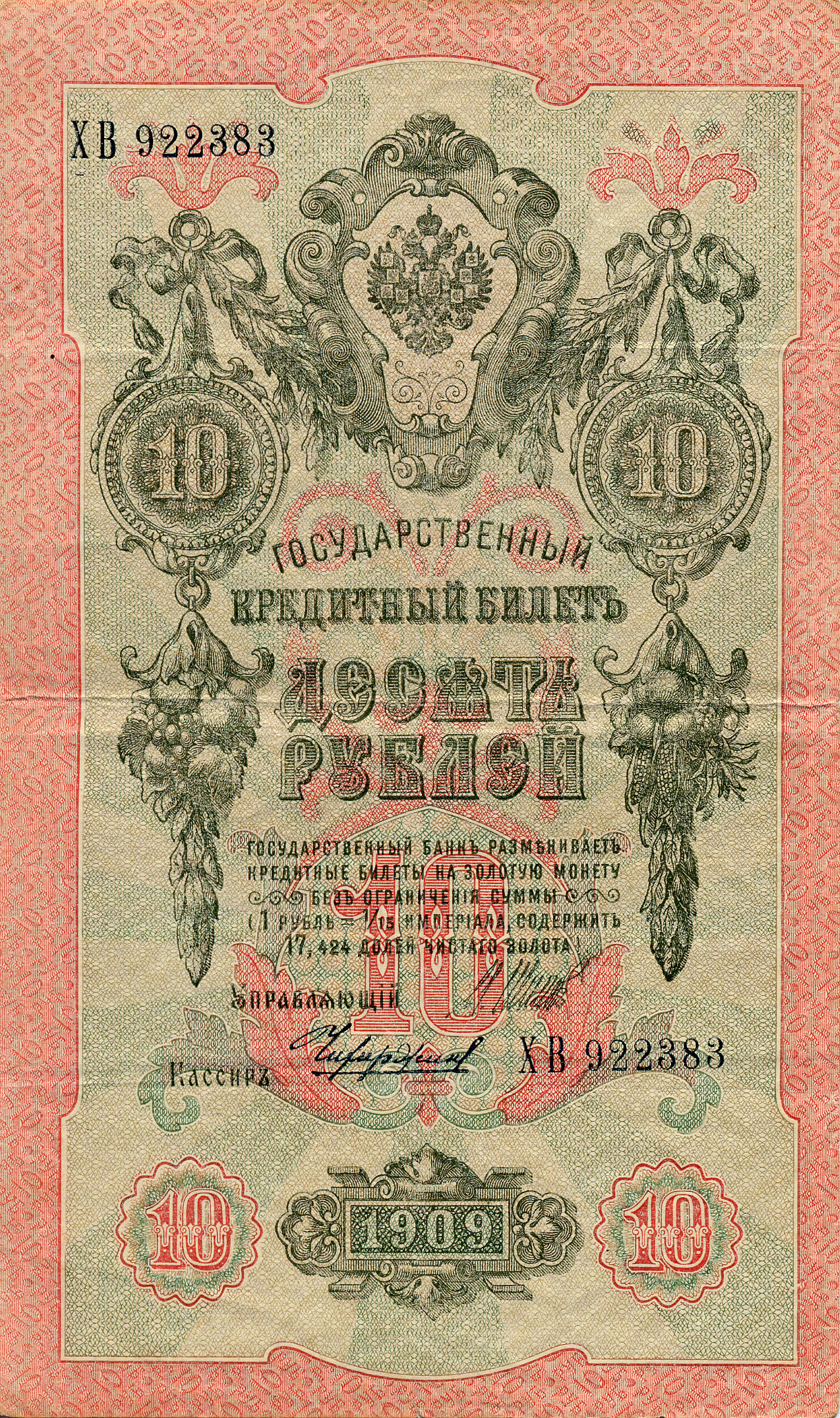
10 рублей 1909 года
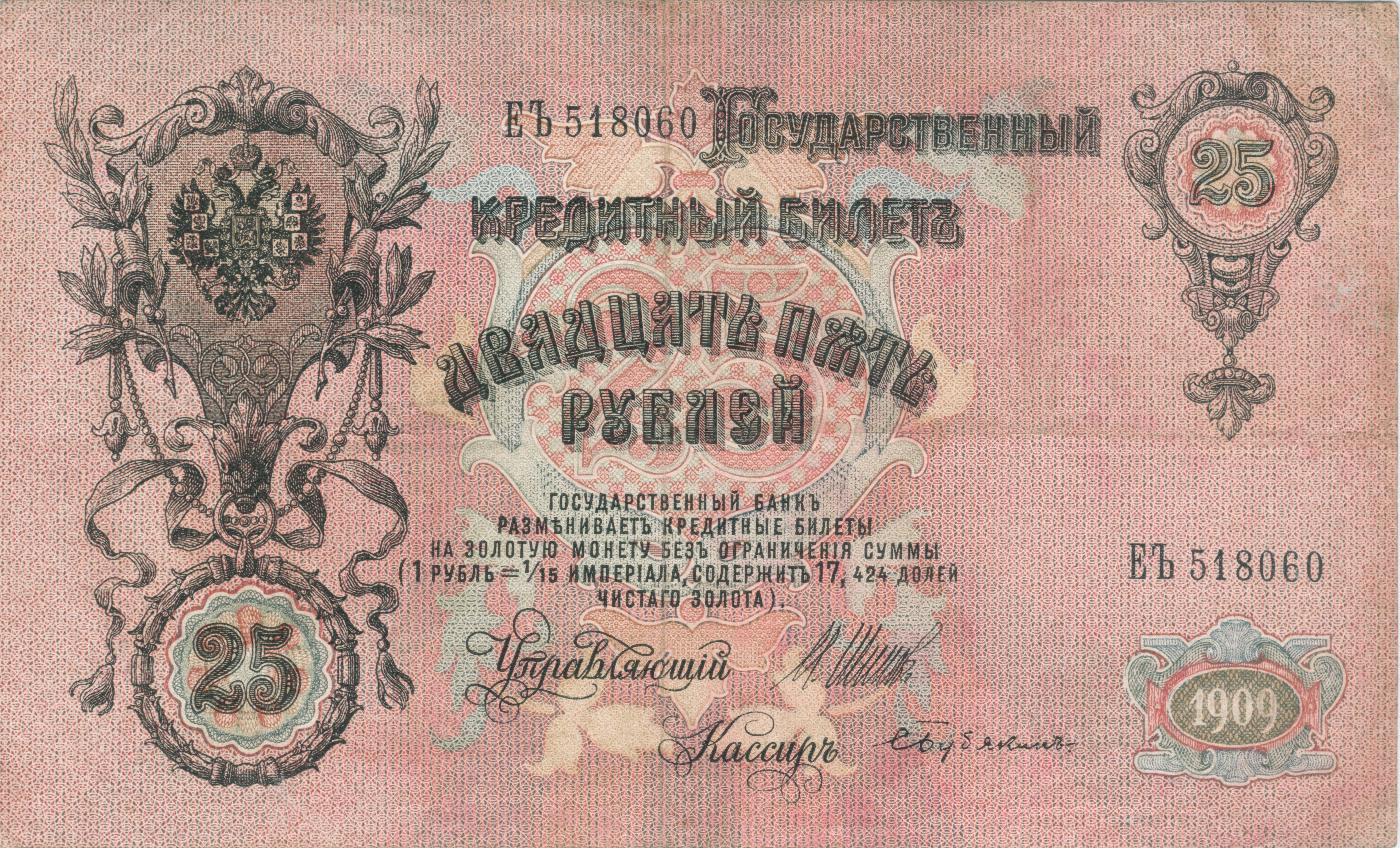
25 рублей 1909 года
100 рублей 1910 года
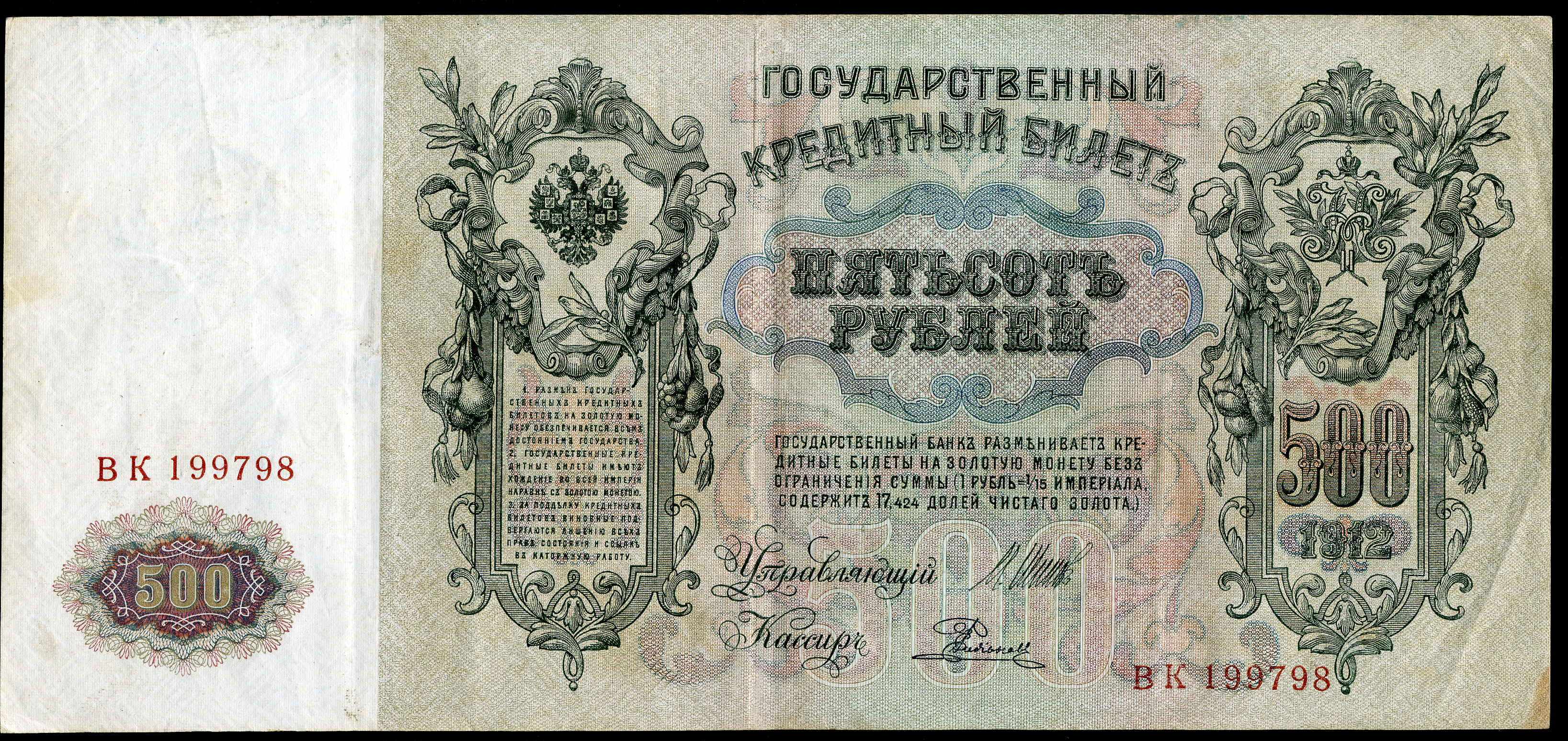
500 рублей 1912 года

## Государственные кредитные билеты 1918 года
В 1917 году Временное правительство России заказало клише для выпуска новых бумажных денег, которое датировалось 1918 годом. По планам правительства увидеть свет эти купюры должны были в 1918 году, но Советская власть сменила Временное правительство ещё до предполагаемой даты выпуска новых дензнаков.
Из-за набирающей обороты инфляции правительство РСФСР обратило внимание на старые клише. Кредитные билеты были введены в обращение декретами СНК от 15 мая и от 21 октября 1919 года. Билеты не обеспечивались золотом, несмотря на надписи. На оборотной стороне значилась ещё одна надпись: «Подделка государственных кредитных билетов преследуется законом». Билеты были защищены лишь слабыми водяными знаками, обозначающими номинал, а рисунок мог быть легко повторён.
Были заменены дензнаками 1922 года.